# Zinniat Muratow
Zinniat Ibietowicz Muratow (ros. Зиннят Ибетович Муратов, tat. Zinnət İbət uğlı Moratov, ur. 27 grudnia 1905 we wsi Nowo-Kołmaszowo w guberni ufijskiej, zm. 31 maja 1988 w Moskwie) – radziecki i tatarski polityk, I sekretarz Tatarskiego Komitetu Obwodowego/Krajowego WKP(b)/KPZR (1944-1957), członek KC KPZR (1952-1961).
1927 słuchacz fakultetu robotniczego w Kazaniu, 1927-1930 studiował w Leningradzkim Instytucie Politechnicznym, następnie w Instytucie Czerwonej Profesury, od 1930 w WKP(b). Wykładowca Leningradzkiego Instytutu Inżynierów Transportu Wodnego, 1933-1935 sekretarz komitetu WKP(b) i szef sektora politycznego Zarządu Kolei w Omsku, 1935-1941 dyrektor Centralnych Kursów Politycznych Robotników Transportu Kolejowego, 1942-1943 kontroler  odpowiedzialny i pełnomocnik Komisji Kontroli Partyjnej przy KC WKP(b) w obwodzie kirowskim. Od 1943 III sekretarz i II sekretarz, a od 28 grudnia 1944 do 6 czerwca 1957 I sekretarz Tatarskiego Obwodowego, później Krajowego i ponownie Obwodowego Komitetu WKP(b)/KPZR. Od 14 października 1952 do 17 października 1961 członek KC KPZR, 1957-1960 inspektor KC KPZR, następnie na emeryturze. Deputowany do Rady Najwyższej ZSRR od 2 do 4 kadencji, 1950-1958 członek Prezydium Rady Najwyższej ZSRR. Odznaczony trzema Orderami Lenina.